# Monuments nationaux de Ključ
Cet article recense les monuments nationaux situés sur le territoire de la municipalité de Ključ en Bosnie-Herzégovine et dans la fédération de Bosnie-et-Herzégovine. La liste établie par la Commission pour la protection des monuments nationaux compte 2 monuments nationaux inscrits sur la liste principale et 2 monuments inscrits sur une liste provisoire.

## Monuments nationaux
| Monument                    | Localité | Géolocalisation | Datation | Commentaire éventuel | Photo |  |
| --------------------------- | -------- | --------------- | -------- | -------------------- | ----- |  |
| Forteresse de Kamičak       | Kamičak  | Ključ           |          | Moyen Âge            |       |  |
| Forteresse de Ključ (Ključ) | Ključ    | Ključ           |          | Antiquité, Moyen Âge |       |  |

## Liste provisoire
| Monument                   | Localité | Géolocalisation | Datation | Commentaire éventuel | Photo |  |
| -------------------------- | -------- | --------------- | -------- | -------------------- | ----- |  |
| Église catholique de Ključ | Ključ    |                 |          |                      |       |  |
| Église orthodoxe de Ključ  | Ključ    |                 |          |                      |       |  |